# 1929년 독일 국민투표
1929년 독일 국민투표는 베르사유 조약에 반대하기 위한 '독일인민노예화방지법'에 대한 국민투표로 1929년 12월 22일, 실시되었다.

## 배경
알프레트 후겐베르크 남작의 국가인민당을 비롯한 철모단, 나치당 등의 독일 우익들은 1차 세계대전의 책임을 독일에게만 묻는 베르사유 조약을 부정하며, 이에 서명하기를 거부하는 '자유법'을 발의했으나, 국제사회의 인정을 바라던 좌파정당들과 중도정당들의 반대로 찬성 82표 반대 318표로 부결되었다.
이에 우익들은 서명운동을 벌여 국민투표를 실시한다.

## 결과
| 베르사유 조약 조인 거부 | 베르사유 조약 조인 거부 | 베르사유 조약 조인 거부 |
| 찬성 또는 반대          | 득표수                  | 득표율                  |
| ----------------------- | ----------------------- | ----------------------- |
| 찬성                    | 5,838,890               | 94.5%                   |
| 반대                    | 338,195                 | 5.5%                    |
| 총 득표수               | 6,308,578               | 100.00%                 |
| 투표율                  | 14.9%                   | 14.9%                   |
| 유권자수                | 42,323,473              | 42,323,473              |

저조한 투표율로 인해 부결되었다. 하지만 나치당의 선동 능력을 높이 산 우익들로 인해 나치당과 아돌프 히틀러는 대중 매체에 노출되며 인지도를 높였고, 이는 이듬해 총선거에서 나치당이 제2당으로 부상하는 데에 큰 영향을 끼친다.

## 같이 보기
- 베르사유 조약
- 바이마르 공화국
- 나치당